# Big Brother & the Holding Company
A Big Brother and the Holding Company nevű rockegyüttes 1965-ben alakult meg San Franciscóban. Legismertebb nagylemezük az 1968-as "Cheap Thrills", amely szerepel az 1001 lemez, amit hallanod kell, mielőtt meghalsz című könyvben is. A zenekar pszichedelikus rockot, acid rockot és blues rockot játszik. Az együttes leginkább arról lett híres, hogy a népszerű énekesnő, Janis Joplin is itt kezdte karrierjét. Joplin azonban hamar elhagyta az együttes sorait, 1968-ban már ki is szállt a zenekarból, majd 1970-ben elhunyt. Az együttes összesen hat nagylemezt jelentetett meg. Lemezkiadóik: Columbia Records, Mainstream Records. Többször is feloszlottak már: először 1965-től 1968-ig működtek, majd 1969-től 1972-ig, végül 1987-től kezdve újból aktív a zenekar.

## Tagok
Jelenlegi tagok
- Peter Albin - basszusgitár (1965-1968, 1969-1972, 1987-)
- Dave Getz - dobok, zongora (1966-1968, 1969-1972, 1987-)
- Tom Finch - gitár (1997-2008, 2015-)
- Tommy Odetto - gitár (2015-)
- Darby Gould - ének (2015-)

## Diszkográfia
Stúdióalbumok
- Big Brother and the Holding Company (1967)
- Cheap Thrills (1968)
- Be a Brother (1970)
- How Hard It Is (1971)
- Can't Go Home Again (1997)
- Do What You Love (1999)